# Wzgórza Krzymowskie
Wzgórza Krzymowskie (pot. Góry Krzymowskie) – wzgórza morenowe w północno-zachodniej części Pojezierza Myśliborskiego (województwo zachodniopomorskie, powiat gryfiński). Najwyższy szczyt stanowi Zwierzyniec (167 m n.p.m.). Centralna część porośnięta jest przez Puszczę Piaskową. Od zachodu Wzgórza stromo opadają ku Dolinie Dolnej Odry.

## Miejscowości
Mikroregion leży na terenie gmin: Cedynia, Chojna i Moryń. Większe miejscowości to:
Bielinek, Cedynia, Czachów, Dolsko, Krajnik Dolny, Krajnik Górny. Krzymów, Lubiechów Dolny, Lubiechów Górny, Moryń, Mętno, Osinów Dolny, Piasek, Raduń, Stoki, Zatoń Dolna.

## Przyroda
Większość obszaru włączona w granice Cedyńskiego Parku Krajobrazowego. Centralna i południowo-wschodnia część stanowią także specjalne obszary ochrony siedlisk sieci Natura 2000. Najcenniejszą częścią jest Puszcza Piaskowa z rezerwatami i pomnikami przyrody. 
Malowniczy krajobraz pagórków morenowych urozmaicają jeziora i oczka wodne, wąwozy i strumienie płynące w głębokich jarach wyżłobionych w krawędzi doliny Odry i jej dopływach. Interesujące i przyrodniczo cenne są liczne źródliska, skąd biorą początek cieki łączące się dalej w dopływy Odry. Obszar Wzgórz i Cedyński Park Krajobrazowy charakteryzują się niespotykaną na terenach nizinnych liczbą miejsc, z których można podziwiać rozlegle panoramy, zarówno na dolinę Odry jak i na wielkie obszary lasów i pól z jeziorami i oczkami wodnymi. Między Bielinkiem a Piaskiem rozciąga się równina plejstoceńska z wydmami będącymi efektem działania wiatru. Pola wydmowe zostały przez lata utrwalone przez lasy Puszczy Piaskowej.
- Rezerwat przyrody Bielinek
- Rezerwat przyrody Dąbrowa Krzymowska
- Rezerwat przyrody Dolina Świergotki
- Rezerwat przyrody Olszyny Ostrowskie
- Rezerwat przyrody Olszyna Źródliskowa pod Lubiechowem Dolnym
- Rezerwat przyrody Wrzosowiska Cedyńskie
- Rezerwat przyrody Słoneczne Wzgórza

## Turystyka
Mikroregion ciekawy pod względem krajoznawczym - urozmaicony krajobraz, punkty widokowe, zabytki, szlaki turystyczne. W południowo-wschodniej części dwa jeziora: Ostrów i Mętno. W Zatoni Dolnej tzw. Dolina Miłości. Na Górze Czcibora pomnik bitwy pod Cedynią. W Cedyni i na Zwierzyńcu wieże obserwacyjne mogące pełnić funkcje punktów widokowych. W Chojnie taras widokowy na Kościele Mariackim z panoramą obszaru od wschodu. Większa baza noclegowa w Moryniu, Cedyni i Chojnie. Gospodarstwa agroturystyczne m.in. w Stokach, Krajniku Dln. i Piasku.
- Szlak Nadodrzański (Osinów Dln. - Cedynia - Lubiechów Dln. - Zwierzyniec - Chojna)
- Szlak Wzgórz Morenowych (Moryń - Zwierzyniec - Piasek - Lubiechów Dln.)
- Szlak przez Rajską Dolinę (Zwierzyniec - Krzymów - Krajnik Grn. - Zatoń Dln. - Raduń - Piasek)
- [proj.] Raduń - Krzymów - Zatoń Dln.
- Szlak "Zielona Odra" (Osinów Dln. - Cedynia - Lubiechów Dln. - Piasek - Raduń - Zatoń Dln. - Krajnik Dln.)
- Szlak rowerowy Chojeńskich Jezior (Lisie Pole - Grabowo - Krajnik Dln. - Zatoń Dln. - Zwierzyniec - Mętno - Chojna)